# Пелёнкин, Пётр Яковлевич
Пётр Яковлевич Пелёнкин (1879 — 1939) — советский военачальник, начальник штаба НРА ДВР.

## Биография
На 1 января 1909 состоял офицером в 3-м Финляндском стрелковом полку, затем в том же году старший адъютант управления стрелкового полка. После Революции добровольно пошёл на службу в Красную армию. Приказом Наркомвоена 22 июля 1918 назначен начальником канцелярии начальника ВГШ. С 18 марта до 4 июля 1920 временно исполняющий должность начштаба главкома НРА, затём утверждён в должности и до 29 июня 1921 являлся начальником штаба. Также весной и осенью 1920 являлся временно исполняющим должность начальника штаба главкома Забайкалья. С 5 ноября 1921 до 3 февраля 1922 временно исполняющий должность помощника начштаба НРА. С 3 февраля до 11 марта 1922 временно исполнял должность начштаба Восточного фронта, затем помощник снова начштаба главкома НРА.

### Звания
- поручик;
- штабс-капитан;
- капитан.